# 유과륜
유과륜(劉過倫, ? ~ ?)은 전한 중기의 제후로, 중산정왕의 손자이다.

## 생애
무제 후원년(기원전 88년), 아버지 유수의 뒤를 이어 번여후(樊輿侯)에 봉해졌다.
시호를 양(煬)이라 하였고, 아들 유이중이 작위를 이었다.

## 출전
- 반고, 《한서》 권15상 왕자후표 上

| 선대 아버지 번여절후 유수 | 전한의 번여후 기원전 88년 ~ ? | 후대 아들 번여사후 유이중 |